# Mundialisme
El mundialisme pot definir-se com el conjunt d'idees, sentiments i actes que propugnen i expressen la solidaritat entre els pobles de la Terra, i que tendeixen a establir una llei i unes institucions de caràcter supranacional que els siguin comunes. Per la seva pròpia naturalesa, el mundialisme no és partidista polític ni confessional.
Segons és definit autoritzadament, "el mundialisme és un conjunt d'idees i actes encaminats a expressar la solidaritat de tots els pobles de la Terra, i que té com a objectiu crear institucions i lleis supranacionals d'estructura federativa, amb el degut respecte vers les diferents cultures i pobles. Tracta de dur a terme una nova organització política de la humanitat que suposi la transferència d'una part de la sobirania nacional a una autoritat federal mundial capaç de resoldre mitjançant decisions majoritàries els problemes que amenacen la continuïtat de l'espècie humana: la guerra, la fam, la contaminació, la superpoblació i l'energia"." El món serà un o no serà".

## Antecedents
Tot i que les arrels del mundialisme es troben en l'antiguitat, reapareix en l'època contemporània poc després de la Segona Guerra Mundial –la Primera ja engendrà els primers pacifistes, però no varen ser capaços de frenar la Segona–, quan tota una xarxa d'organitzacions sense fronteres (veterinaris, metges, reporters, homeòpates, arquitectes, juristes, educadors, etc.) i l'associació esperantista Servas impulsen aquest ideari de fraternitat. El que diferencia aquestes organitzacions del mundialisme és que aquest inclou propostes no partidistes orientades a una nova estructura política mundial.
Nasqué a França l'any 1946 de la mà de Robert Soulage, més conegut com a Robert Sarrazac, el seu nom de resistència, qui impulsà l'anomenat Front Humà dels Ciutadans del Món i llançà a Europa la idea d'una assemblea constituent dels pobles. Aquesta idea ja havia estat proposada als Estats Units en 1924 per Lola M. Lloid i Rosika Schwimmer. Però el fet que més notorietat i difusió atorga a aquesta diferent òptica o concepció de l'ésser humà i el seu àmbit sociopolític tingué lloc en 1948, any en què Garry Davis estripà el seu passaport nord-americà i decidí posar-se sota la protecció de l'ONU —que aleshores era encara a París— alhora que s'autoproclamava "ciutadà del món". Seguidament efectuà una petició davant l'assemblea general de l'esmentat organisme internacional —que no supranacional— per a la convocatòria d'una assemblea constituent mundial.

## La proposta mundialista d'Unitat en la Diversitat
Guy i Renée Marchand, que dedicaren tota la seva vida a la causa mundialista, foren els dos activistes més significats des d'aleshores i impulsaren el tractat Summa mundialista, referent fonamental entorn de l'entitat i el contingut del mundialisme. El mundialisme no pretén pas l'homogeneïtzació dels diversos pobles i cultures, ni tampoc que desapareguin les sobiranies nacionals, però sí que s'autolimitin en el menester. És a dir, que determinats problemes d'abast i entitat autènticament universals siguin afrontats i resolts mitjançant la intervenció d'una autoritat realment supranacional, les decisions de la qual puguin estendre's a tot el planeta, sense cap excepció. Els qui de debò se senten mundialistes insisteixen, doncs, en el respecte a l'entitat i a la integritat de cada persona i de tots els éssers, en la presa de consciència dels problemes actuals i en el desenvolupament d'una actitud cívica i solidària vers els altres.

## El Manifest dels Tretze
Els ciutadans del món varen protagonitzar un acte mundialista molt important l'any 1966 quan tretze personalitats de renom universal –inscrits en el Registre de Ciutadans del Món– publicaren un manifest a favor de la ciutadania mundial, conegut com el "Manifest dels Tretze". Les tretze personalitats varen signar el Manifest aquell 3 de març de 1966 amb els següents noms i nacionalitats:
- Lord Boyd Orr (Regne Unit) ex-director de la FAO, premi Nobel de la Pau 1966
- Josue De Castro (Brasil), expresident de la FAO i president fundador del "Centro Internacional del Desarrollo"
- Danilo Dolci (Itàlia), pioner del desenvolupament socioeconòmic de Sicília, premi Lenin
- Shinzo Hamai (Japó), alcalde d'Hiroshima
- Professor J. L. Hromadka (Txecoslovàquia), degà de la facultat de Teologia de Praga, president de la Conferència Cristiana de la Pau
- Professor Alfred Kastler (França), membre de l'Institut Acadèmia de les Ciències, premi Nobel de Física 1966
- Senyora Rajan Nehru (Índia), escriptora
- Professor Linus Pauling (EUA), premi Nobel de Química 1954, premi Nobel de la Pau 1962
- L'Abbé Pierre (França), fundador de les Comunitats d'Emmaús
- Jean Rostand (França), membre de l'Institut Acadèmia Francesa
- Lord Bertrand Russell (Regne Unit), premi Nobel de Literatura 1949
- Professor Ivan Supek (Iugoslàvia), membre de l'Acadèmia de Ciències i de Lletres de Zagreb, president del grup iugoslau de Pugwash
- Professor Hans Thirring (Àustria), membre de l'Acadèmia de les Ciències Austríaca

## Registre de Ciutadans del Món
El Registre de Ciutadans del Món és un organisme tècnic que treballa en pro del mundialisme, la missió del qual és inscriure en un registre central (RECIM) a França, les persones que desitgen plasmar aquest sentiment en una credencial que permet participar, cada tres anys, a les eleccions dels membres del Congrés dels Pobles (Congrès des Peuples), la primera institució mundial formada per persones que s'hagin distingit per les seves tasques mundialistes. Les idees d'aquests moviment no han transcendit. El mundialisme –diuen els ciutadans del món– no és utòpic, però sí difícil.
El 3 de març de 1966, tretze "ciutadans del món" de renom universal feien públic l'anomenat "Manifest dels Tretze" a favor del mundialisme i amb la intenció de "salvar la humanitat", el segon paràgraf del qual diu així: La manca d'institucions mundials capaces d'assegurar la satisfacció de les necessitats comunes a tots, és burlar-se de l'ésser humà, mentre riqueses immenses es malbaraten i els dos terços de la humanitat passen fam. Aquest Manifest, signat per tretze personalitats de renom universal entre les quals figuren Bertrand Russell (Nobel de Literatura 1950), Linus Carl Pauling (Nobel de Química 1954 i de la Pau 1962), l'Abat Pierre (fundador de les Comunitats d'Emmaús) o Lord John Boyd Orr (Nobel de la Pau 1949) va suposar un fort impuls al moviment i al Registre de Ciutadans del Món.